# Chess.com
『Chess.com』（チェスドットコム）は、アメリカ合衆国のチェスのサービス。また、そのウェブサイトを運営している企業である。PvPのほか、インターネットコミュニティなどを提供しているインターネットチェスサーバー。Alexa Internetのランキングによると、世界で最も頻繁にアクセスされるボードゲームのWebサイト。
チェスに関するニュース記事も掲載されている。また、Titled Tuesdays 、 PRO Chess League 、Speed Chess Championships、 PogChamps 、コンピューター対コンピューターイベントなどのオンライントーナメントを主催している。

## 歴史
Chess.comのドメインは、「Chess Mentor」と呼ばれるチェス指導ソフトウェアを販売するために、カリフォルニア州バークレーを拠点とする会社であるAficionadoによって1995年に作られた。 2005年、インターネット起業家のErik AllebestとパートナーのJarom（ "Jay"）Seversonがこのドメインを購入し、ソフトウェア開発者のチームを編成して、サイトをチェスポータルとして再開発した。
2009年、Chess.comは、同様のチェスのソーシャルネットワーキングサービスであるchesspark.comの買収を発表した。2013年10月、Chess.comは、アムステルダムを拠点とするチェスニュースサイトchessvibes.comを買収した。
2018年5月、Chess.comは、3300以上のイロレーティングの商用チェスエンジンKomodoを買収し、 StockfishとHoudiniに次ぐ3位にランクインしたと発表したさらに、コモドチームは、モンテカルロ木探索機械学習の確率的手法の追加を発表した。これは、最近のチェスプロジェクトAlphaZeroとLeela ChessZeroで使用されているのと同じ手法である。

## 特徴
Chess.comはフリーミアムと呼ばれるビジネスモデルを採用している。主要な機能は無料だが 、高度な機能を利用するためには追加料金を支払う必要がある。
また、同社は、チェス戦略、オープニング理論、歴史など、チェスに関連するさまざまなトピックに関する多数の記事を公開している。
なお、Chess.comは、「特別に許可されている場合（コンピュータートーナメントなど）」を除き、ゲームのすべての形式でのチェスエンジンの使用を禁止している。